# Sovac
Sovac je lik iz crtanog filma Velike pustolovine Winnieja Pooha koji je napisao engleski pisac A.A.Milne.

## Podaci o liku
- Rod:muškarac
- Boja očiju: crna
- Boja dlake: smeđa
- Vrsta: sova
- Vjernost: životinjama
- Glumac: Hal Smith
- Prvo pojavljivanje:Velike pustolovine Winnieja Pooha

## Opis lika
Sovac je jako mudar i pametan. Drugima daje savjete. Zbog toga je dobar prijatelj i svi ga traže za savjet. Ima kuću prepunu slika tj. slika njegovih predaka.

## Zanimljivosti o liku
Omiljena hrana mu je popodnevni čaj. Svi su mu najbolji prijatelji. Živi sam u kući na drvetu. Najdraže što reče je: Now oviesly. This situation goes for the next word tj. na hrvatski jezik: Sad očito. Ova situacija ide na sljedeću riječ.